# Undopterix sukatshevae
Undopterix sukatshevae är en fjärilsart som beskrevs av Andrzej Wladyslaw Skalski 1979. Undopterix sukatshevae ingår i släktet Undopterix och familjen käkmalar. Inga underarter finns listade i Catalogue of Life.